# Caranavi (stad)

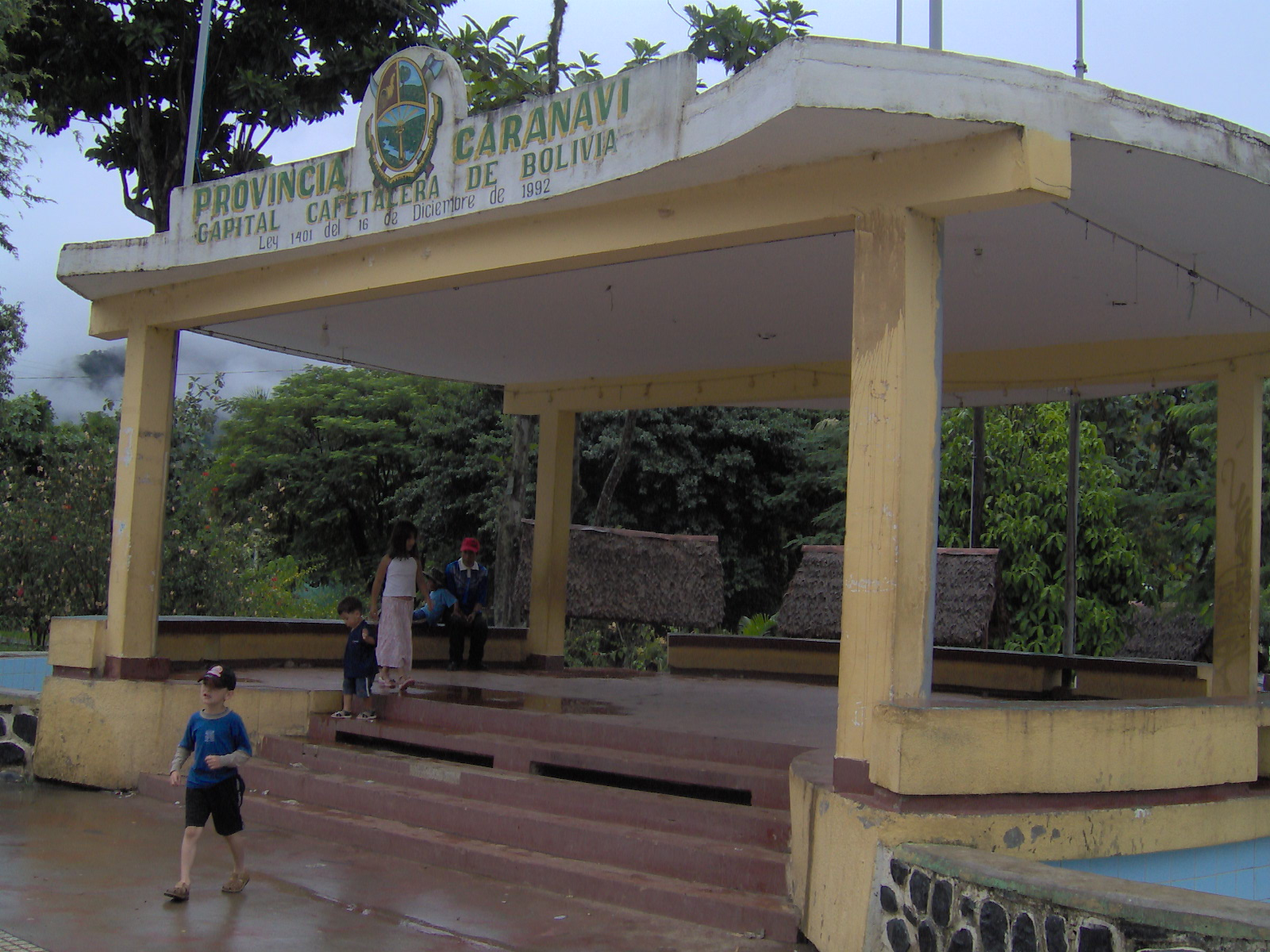
Caranavi

Caranavi is de hoofdstad van de provincie Caranavi in het departement La Paz in Bolivia.